# ISIZE
『ISIZE』『イサイズ』は、リクルートが提供する就職・転職・アルバイトのような仕事探しのための情報、グルメ・ホテル・美容院等の日常生活で必要な情報、中古車・不動産等の大きな買い物の情報、コンビニエンスストア・ガソリンスタンド等地元の情報が掲載されているサイトである

## 概要
1999年1月11日に従来リクルートで扱っていた「MixJuice」のコンテンツを移行し内容拡大してサービスを開始。同年9月に携帯電話（フィーチャーフォン）向けサイトとして「Pocket ISIZE」を開設している。
ISIZEという名前は「I（私）」と、「size（大きさ）」からなっており、「私」の「大きさ」にあった生活の発見や生活の実現を支援するということをコンセプトにしている。
1999年秋の日本国内のサイトランキングでは16位を付け1回でもアクセスした人の率は31%であり、同9位、アクセスした人の率36%のMSN Japanと並んで上位と書かれた。
2000年10月にはフリービットとの提携で無料インターネットサービスプロバイダ（ISP）サービスを開始するなど、「リクルートグループ全体のネットメディアを統合したポータルサイト」としての統一ブランドを構築するというかなり野心的なサイトだったが、「部門間の連携が弱い」というリクルートの伝統に足を引っ張られ、ポータルサイトとしては事実上失敗に終わった。2002年3月には大幅なサービスの整理・統合を行い、自社情報誌のカバーする範囲のみに情報の提供を集中している。またこの時点でサイト運営も各事業部単位に分割され、統合サイトとしてのISIZEの運営は事実上終了した。
ただし「それなりに集客力のあるサイトなのでたたむのはもったいない」「ISIZEのドメインが検索エンジン最適化（SEO）的に結構強い」という点から、サイトそのものはその後も続き、2015年現在は「リクルートの行動支援サイト」というキャッチフレーズで一部サービスを継続している。